# International School of Schaffhausen
Die International School of Schaffhausen (ISSH) ist eine englischsprachige und bilinguale internationale Schule in Schaffhausen. Die vom Kanton Schaffhausen anerkannte Privatschule ist eine Non-Profit-Organisation. Die Liegenschaften und Gebäude sind im Besitz der Stiftung International School of Schaffhausen Foundation. Die internationalen Bildungsangebote der ISSH umfassen Kinderkrippe, Kindergarten, Primarschule, Sekundarschule, Gymnasium und ein Internat. Die internationale Schule Schaffhausen ist eine IB-World-School, die sich am Lehrplan und der Pädagogik der IB (International Baccalaureate Organization) orientiert.

## Profil
Die Schule umfasst die Bereiche
- Early Years mit der Kinderkrippe (Alter 3 Monate bis 3 Jahre) und dem Kindergarten (Alter 3–5 Jahre)
- Primarstufe mit Beginn Basisstufe/Transition (Alter 5 Jahre), umfasst Klassen 1–5 (Alter 6–11)
- Sekundarstufe 1, Klassen 6–9 (Alter 11–16)
- Sekundarstufe 2, Klassen 10–12 (Alter 16–19)
- Internat (Alter 15–19)[2]

Der Unterricht wird in den meisten Stufen und Fächern auf Englisch erteilt. Zusätzlich gibt es ein starkes Deutschprogramm, das auf die Bedürfnisse der deutschsprachigen Schüler (30 %) eingeht. Nach Bedarf werden zusätzliche Fächer auf Deutsch angeboten. Als dritte Fremdsprache lernen alle Schüler bis zur Sekundarstufe 1 Französisch.
In der Primarschule wird das internationale Primary Years Programme der IB (International Baccalaureate Organization) unterricht. Der pädagogische Ansatz ist schülerzentriert und ganzheitlich. Ausgehend von der Lebens- und Erfahrungswelt der Schüler werden in Einheiten von 6 Wochen Themenstellungen im Bereich Naturwissenschaften, Geisteswissenschaften, Kunst, Sozialwissenschaft und Umweltkunde bearbeitet. Dabei steht die Freude am Lernen, die Neugier und das forschende, entdeckende und auch fächerübergreifende Lernen im Mittelpunkt.
In der Sekundarstufe 1 unterrichten Fachlehrer Fächer gemäss dem internationalen Middle Years Programme der IB (International Baccalaureate Organization). Dort steht der pädagogische Ansatz des inquiry-based Learning im Vordergrund. 
Die Klasse 10 wird als Matura-Vorbereitungsjahr oder als Orientierungs- und Weiterbildungsjahr geführt. Eine flexible Fächerwahl gewährleistet, dass jeder gemäss seinen Fähigkeiten und gemäss dem angestrebten Ziel gefördert werden kann.
Die Klassen 11 und 12 werden gemäss dem IB Diploma Programme unterrichtet und umfassen eine Auswahl an 6 Prüfungsfächern, die mit dem weltweit anerkannten IB Diploma, dem internationalen Abitur oder Matura abgeschlossen wird. Alternativ kann ein High School Diploma erworben werden. Das IB Diploma gilt als weltweit anerkannte Hochschulreife und berechtigt zum Studium an Universitäten.  
Das monatliche Schulgeld beträgt zwischen 1‘300 und 2‘500 SFr. Auf Antrag kann das Schulgeld reduziert werden, davon profitieren ca. 20 % der ISSH Familien. Ausserdem vergibt die ISSH mehrere Stipendien und Teilstipendien, die für herausragende Leistungen gewährt werden.

## Geschichte
Die Gründung einer internationalen Schule für den Raum Schaffhausen war ein Instrument der Wirtschaftsförderung. Das Projekt ISSH wurde 1998/99 von einer Gruppe von Freiwilligen zugunsten des Standortes Schaffhausen realisiert.
Die ISSH startete 1999 in Schaffhausen mit 23 Schülerinnen und verzeichnete seither einen stetigen Anstieg der Schülerzahlen auf derzeit 250 Schüler. Ende 2003 erkannten die Schaffhauser Wirtschaftsförderung und die Verantwortlichen der Schule die Notwendigkeit einer grösseren Liegenschaft. Diese sollte einerseits ermöglichen, dass der Bedarf der Unternehmen an Schulplätzen stets gedeckt werden kann und dass die Schule schrittweise wachsen kann und die künftigen Anforderungen erfüllt werden können. Dies war am ersten zentrumsnahen Standort nicht möglich. Im Jahre 2009 bezog die Schule ins Logierhaus, einem im Mühlental gelegenen ehemaligen Georg Fischer AG Arbeiterwohnheim, das für die Bedürfnisse der Schule umgebaut worden war. 2011 wurde die neue Maturaabteilung der ISSH durch die International Baccalaureate Organisation zertifiziert. Im Jahre 2012 entstand auf dem Areal ein Neubau für die wachsende Anzahl Sekundar- und Oberstufenschüler. Im 2013 wurde in Kooperation mit Unilever eine bilinguale Kinderkrippe nach internationalen Standards eingerichtet. Das erste Internatshaus wurde im Jahr 2014 mit 6 Schülern eröffnet.  

## Schülerschaft
Im Schuljahr 2015/2016 besuchten über 250 Schüler im Alter 3 bis 19 Jahren die ISSH; diese Schüler hatten 46 verschiedene Staatsangehörigkeiten und sprachen 26 verschiedene Sprachen. Die meisten Schüler stammten aus den USA (15 %), der Schweiz (13 %) Deutschland (12 %), UK (7,5 %) und den Niederlanden (5 %). 25 % der Schüler sind lokale Schüler mit einem deutschsprachigen Hintergrund. Die durchschnittliche Klassengrösse lag bei 14  Schülern. Rund 65 % der Schüler kommen aus Familien mit Wohnsitz im Kanton Schaffhausen. Etwa die Hälfte davon wohnt in der Stadt Schaffhausen. Die übrigen 35 % kommen aus angrenzenden Kantonen oder dem deutschen Grenzgebiet.

## Lehrerschaft
Das Lehrpersonal bestand aus 45 Lehrern mit 9 verschiedenen Staatsangehörigkeiten, wobei Lehrpersonal aus Grossbritannien die grösste Gruppe darstellt, gefolgt von Lehrpersonen aus Deutschland. Alle Lehrpersonen verfügen über ein Lehrdiplom aus ihrem Heimatland und sind verpflichtet regelmässig an mehrtägigen Weiterbildungskursen teilzunehmen, die durch die zertifizierende IB Organisation durchgeführt werden.

## Schulgebäude und Lage
Die Kindergarten- und Primarschulabteilung sind im historischen Logierhaus untergebracht, die Sekundarschulabteilung inklusive Turnhalle sind in einem Neubau untergebracht. Die Schule liegt 3 km vom Stadtzentrum entfernt im Grünen. Ein Shuttlebusdienst verbindet die Schule mit dem Bahnhof und der Innenstadt. Die Schule ist modern ausgestattet, unter anderem kommen 150 Computer, iPads, Notebooks, zwei Computerarbeitsräume, zwei Bibliotheken/Mediencenter und Beamersysteme in den Klassenräumen zum Einsatz. Der Grossteil der von Schülern und Lehrern genutzten IT-Infrastruktur basiert auf Google Technologie.

## Organisation und Trägerschaft
Die Internationale Schule ist eine AG, die seit 2006 im Besitz der Stiftung „International School of Schaffhausen Foundation“ ist. Dem Stiftungsrat gehören Personen aus der Schaffhauser Wirtschaft, der Schaffhauser Regierung und der Schaffhausen Wirtschaftsförderung. Alle Verwaltungs- und Stiftungsräte arbeiten unentgeltlich.